# Sturisoma barbatum
Sturisoma barbatum (Стурізома бородата) — вид риб з роду Sturisoma родини Лорікарієві ряду сомоподібні. Інша назва «жовта стурізома».

## Опис
Загальна довжина сягає 28 см. Голова витягнута, сплощена зверху. Ніс довгий. Очі середнього розміру. У самців з боків є щетинки. Рот невеличкий. Тулуб короткий і стрункий. Хвостове стебло довге, голкоподібне. Спинний плавець високий, з короткою основою. Жировий плавець відсутній. Грудні плавці серпоподібні. Черевні плавці невеличкі, кінчики зрізані. Анальний плавець витягнутий донизу, з короткою основою. Хвостовий плавець виїмчастий.
Забарвлення коричневе з чорними горизонтальними смугами з боків: від морди до хвостового стебла. Черево бліде. Плавці бурі з темними цятками.

## Спосіб життя
Зустрічається у заболочених ділянках з заростями рослин. Велику частину часу «висить» на листі рослин. Вдень ховається серед плаского каміння та корчів. Живиться переважно водоростями, які зішкрібає з каміння та листя рослин.

## Розповсюдження
Мешкає у басейні річки Парагвай, також ймовірно у річках Парана та Уругвай.